# 傅椿
傅椿（？—？），号毅斋、毅菴，汉军镶黄旗人。清朝官员。

## 生平
监生，隶鑲黃旗漢軍傅廷輝佐領下（傅廷輝，袭镶黄旗汉军第四㕘領第二世管佐領，係崇徳七年（1642）編設，其父三等轻车都尉傅恒，始祖一等轻车都尉傅大受，载《钦定八旗通志：镶黄旗汉军世职》）。历任雍正九年（1731）江苏高邮州知州、太仓州知州、乾隆七年（1742）松江府知府（接替刘尧裔任松江府知府一职，同年由雅尔哈善接任）、乾隆十年苏州府知府、分巡苏松太兵备道按察使司副使。
事迹载《 高郵州志：宦迹》卷8，曾与亲家正蓝旗汉军李宏 (清朝) 在江苏共治水患，在高邮倡捐修建普济、育婴两堂并立管理堂规。在扬州与郑板桥交往，后者有诗《赠高邮傅明府并示王君廷藥》。乾隆十年（1745），苏州知府傅椿刊刻了畫家徐揚（后为宫廷画师）所绘的《姑苏城图》并题识（此图系清代現存年代最早、最完整的蘇州城市圖）。十一年（1746），疏浚苏州城内诸河。十二年，创建同里镇同川书院（载《苏州府志》）。十三年（1748）重修紫阳书院 (苏州)，得御书“白鹿遗规”并《御制紫阳书院诗》。与觉罗雅尔哈善主修并序乾隆版《苏州府志》（乾隆13年（1748年）刻本，另有江苏巡抚安宁 (官员)序）。

## 家庭
- 胞弟傅桂。
- 女傅氏，嫁正蓝旗汉军、江南河道總督、两江总督李奉翰（父江南河道總督李宏 (清朝)）。